# Beim Oberfärber

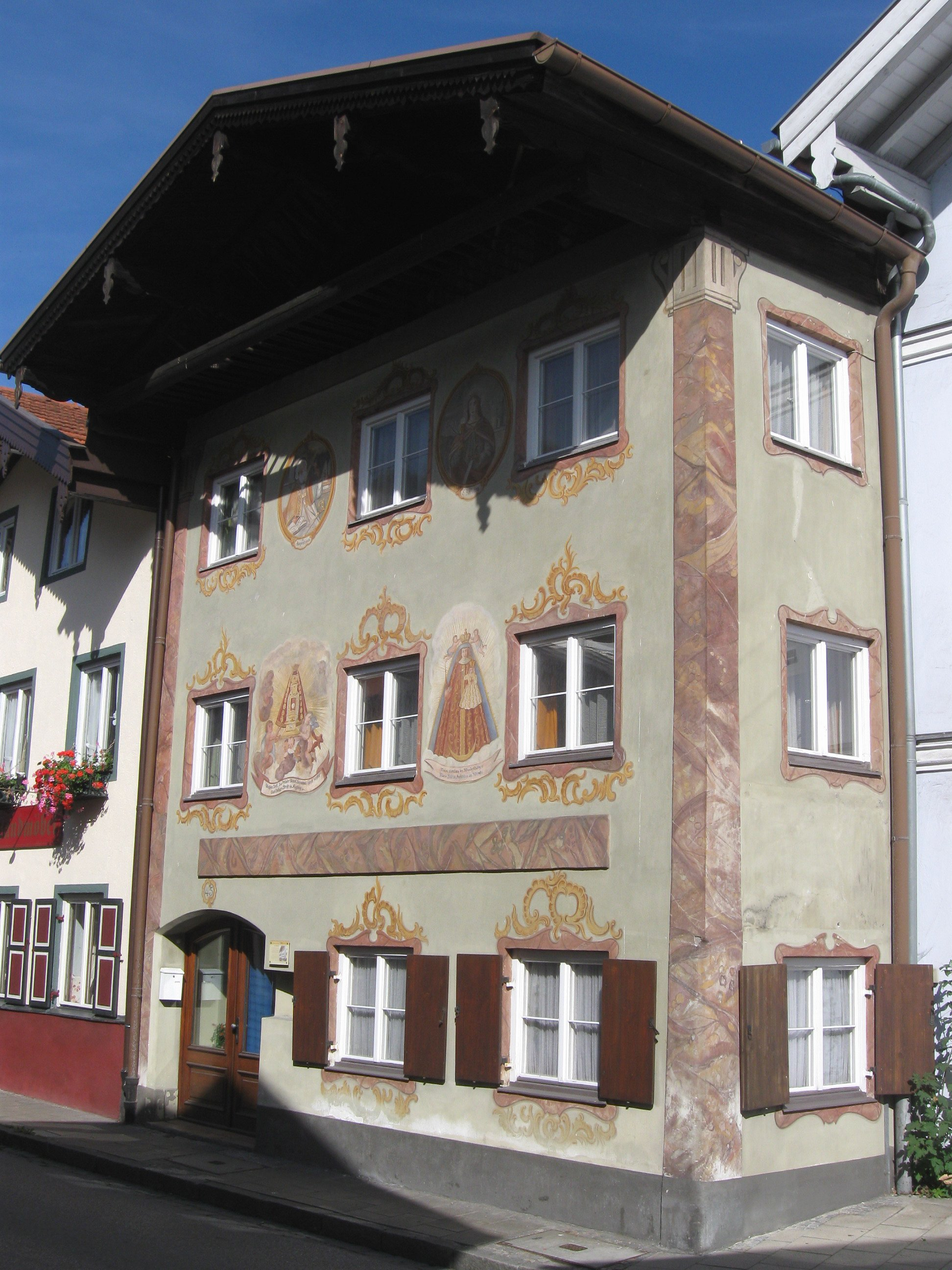
Haus Beim Oberfärber in Wolfratshausen

Das Gebäude Beim Oberfärber in Wolfratshausen, einer Stadt im oberbayerischen Landkreis Bad Tölz-Wolfratshausen, wurde Ende des 18. Jahrhunderts errichtet. Das Wohn- und Geschäftshaus am Obermarkt 45 ist ein geschütztes Baudenkmal.

## Beschreibung
Von 1645 bis 1946 wurde in dem Haus die Handwerkstradition der Färberei gepflegt. Zur Unterscheidung mit dem Unterfärber (Untermarkt Nr. 24) wurde das Haus Beim Oberfärber genannt. 
Der dreigeschossige Flachsatteldachbau mit einem Trocknungsgitter (auch als Färbergalgen bezeichnet) unter dem weiten Vordach besitzt eine reiche Fassadenmalerei, die teilweise aus der Zeit des Rokoko stammt. Sie stellt Maria, den heiligen Augustinus und die heilige Barbara dar.